# Íñigo Errejón

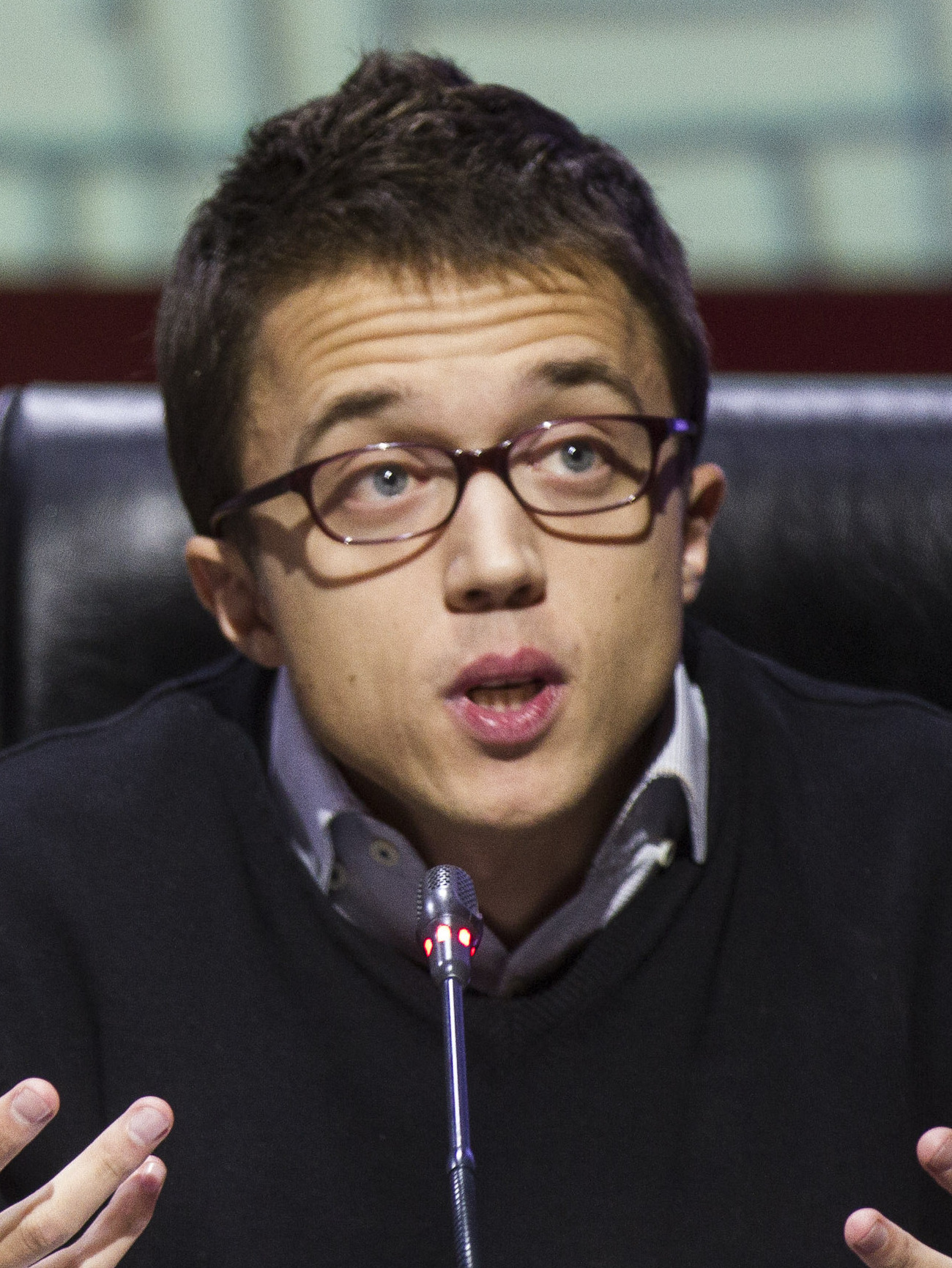
Íñigo Errejón, 2015

Íñigo Errejón Galván (* 14. Dezember 1983 in Madrid) ist ein spanischer Politologe und ehemaliger Politiker. Im September 2019 gründete er seine eigene Partei, die progressive Bewegung Más País, die 2023 in der Partei Movimiento Sumar aufging. 2024 zog er sich nach Vorwürfen der sexuellen Belästigung aus der Politik zurück.

## Leben
Nach seinem Studium der Politikwissenschaft an der Universität Complutense Madrid, arbeitete Errejón unter anderem in Venezuela für ein der Regierung nahestehendes Umfrageinstitut.
Für die Europawahl 2014 wurde er von Pablo Iglesias Turrión als Wahlkampfmanager der linken Partei Podemos engagiert. Von 2016 bis 2019 war er für diese Partei als Abgeordneter im Congreso de los Diputados tätig. Im Januar 2019 schloss er sich der in Madrid aktiven Partei Más Madrid, einer lokalen Wahlplattform rund um die Madrider Bürgermeisterin Manuela Carmena Más Madrid an und hatte mit Podemos gebrochen.
Errejón ist Gründer der linken Wahlplattform Más País (Mehr Land), welche er am 25. September 2019 vorstellte und mit der er bei den Parlamentswahlen in Spanien im November 2019 antreten möchte. Die neue Partei gewann bei den Wahlen drei Sitze im Abgeordnetenhaus und positionierte sich als progressive, ökologisch orientierte Kraft links der Sozialisten.
Errejón sah das Scheitern einer linken Koalitionsbildung von Partido Socialista Obrero Español und Podemos kritisch und gilt als politisch moderater als der Vorsitzende der Podemos-Partei, Pablo Iglesias.
Nach der Parlamentswahl 2023 ging seine Partei Más País im Movimiento Sumar auf und Errejón wurde Sprecher der Sumar-Fraktion im Congreso de los Diputados. Er vertrat dabei insbesondere soziale und bildungspolitische Themen und galt als einer der führenden Köpfe der neuen linken Koalition. Im Oktober 2024 legte er alle Ämter nieder und gab seinen Rückzug aus der Politik bekannt, nachdem die Schauspielerin Elisa Mouliaá ihm sexuelle Übergriffe vorgeworfen hatte. Mehrere linke Parteien distanzierten sich daraufhin öffentlich von Errejón, und innerhalb von Sumar kam es zu personellen Konsequenzen und Rücktritten.

## Werke
- Iñigo Errejón, Alfredo Serrano: ¡Ahora es cuándo, carajo! Del asalto a la transformación del Estado en Bolivia. El Viejo Topo, Barcelona 2011, ISBN 978-84-15216-24-7, S. 300.
- Iñigo Errejón, Chantal Mouffe: Construir pueblo. Icaria, Barcelona 2015, ISBN 978-84-9888-660-3, S. 144.